# Patrik Fredriksson
Patrik Fredriksson (ur. 16 maja 1973 w Växjö) – szwedzki tenisista.

## Kariera tenisowa
Karierę zawodową Fredriksson rozpoczął w 1995 roku, a zakończył w 2004 roku. W grze pojedynczej wywalczył trzy tytuły rangi ATP Challenger Tour.
W grze podwójnej Fredriksson osiągnął dwa finały kategorii ATP World Tour.
W rankingu gry pojedynczej Fredriksson najwyżej był na 84. miejscu (13 stycznia 1997), a w klasyfikacji gry podwójnej na 110. pozycji (28 lipca 1997).

### Finały w turniejach ATP World Tour
| Nazwa                        |
| ---------------------------- |
| Wielki Szlem                 |
| Igrzyska olimpijskie         |
| ATP Tour World Championships |
| ATP Masters Series           |
| ATP Championship Series      |
| ATP World Series             |

#### Gra podwójna (0–2)
| Końcowy wynik | Nr | Data            | Turniej  | Nawierzchnia    | Partner       | Przeciwnicy                 | Wynik finału |
| ------------- | -- | --------------- | -------- | --------------- | ------------- | --------------------------- | ------------ |
| Finalista     | 1. | 4 stycznia 1997 | Ad-Dauha | Twarda          | Magnus Norman | Jacco Eltingh Paul Haarhuis | 3:6, 2:6     |
| Finalista     | 2. | 8 lutego 1998   | Split    | Dywanowa (hala) | Fredrik Bergh | Martin Damm Jiří Novák      | 4:6, 4:6     |